# スクラップ

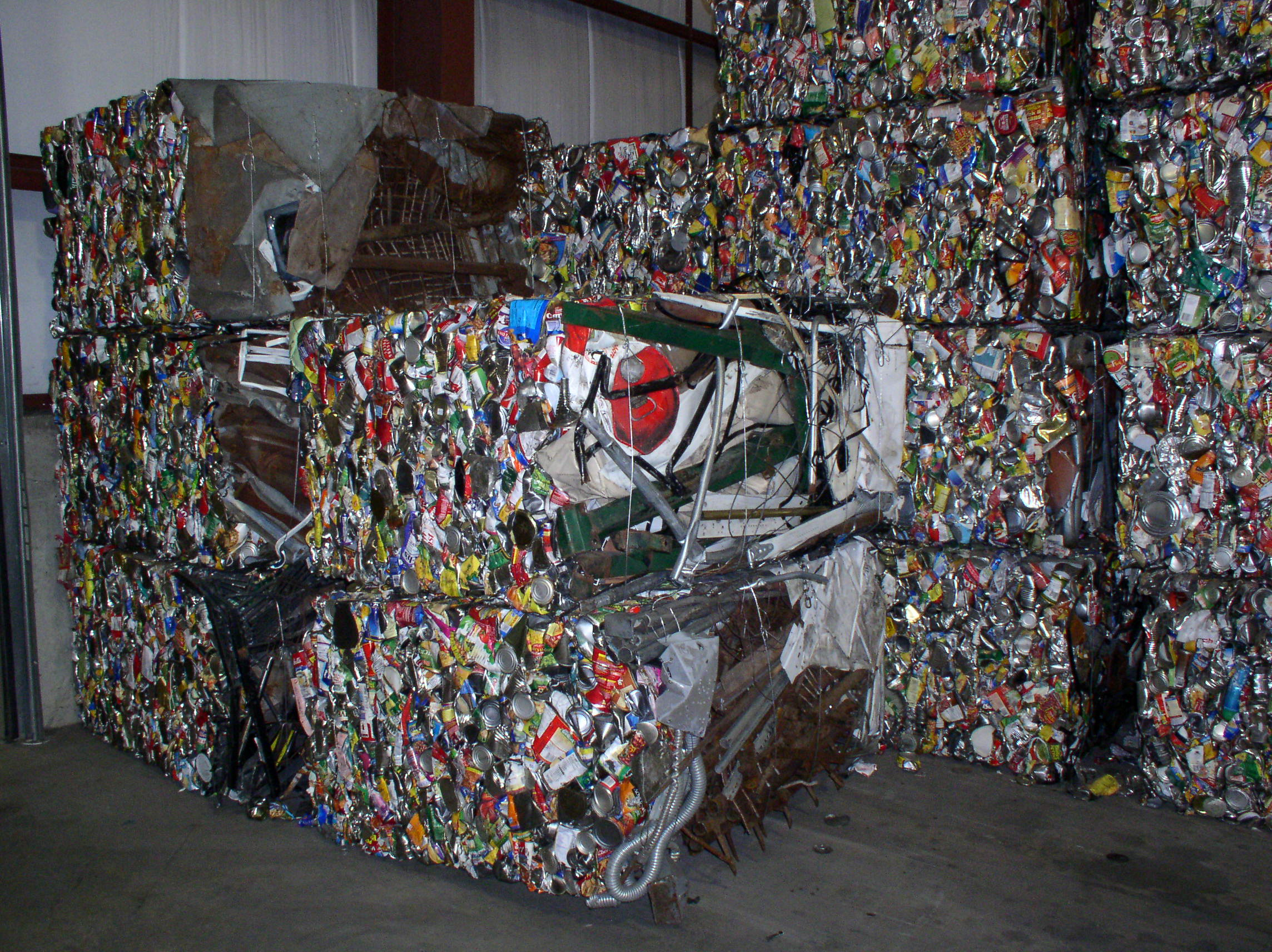
リサイクル用に固められた缶

スクラップ（scrap）とは、細切れ、細切れにする、細切れになってしまったという状態を意味する英語である。雑誌や新聞、写真を細切れにしてノートなどにまとめて貼り付けるスクラップブックというものもある。また一般的な英語表現でも大きく損傷して製品としての修理再生の見込みがなくなった機械製品などを示す用語として使われる（辞書の下位に乗っているので俗語用法ともされる。）。
本稿では特に金属製品の廃棄物や、金属製品の製造工程で生じる廃金属について説明する。

## スクラップの再利用
鉄、アルミニウム、銅、スズなどのスクラップは回収して、当該金属の新たな原料として利用している。循環型社会を進める上でスクラップの再利用・再資源化（リサイクル）は重要である。
鉄を中心に複数の非鉄金属やプラスチック、ガラスなどが入り混じったものを雑品スクラップと呼ぶ。処理に手間がかかったり、再利用して作った製品の質が低下したり、再利用できない廃棄物が多く残ったりする問題がある。

### 鉄
鉄のスクラップは屑鉄（くずてつ）ともいう。鉄鉱石と同様、重要な製鉄原料である。鉄スクラップは、電気炉（電炉）によって再び鋼鉄へとリサイクルされる。高炉を持たない電炉メーカーが鉄スクラップを原料とする。しかし、鉄スクラップを原料とした鋼鉄は不純物の量がやや多いため、鉄鉱石から生産された鋼鉄よりは品質が劣る。
代表的な鉄スクラップとして廃車（プレス後のもの）、スチール缶（プレス後のブロック状）がある。鉄スクラップには大きく分けて「市中スクラップ」と「自家発生スクラップ」とがあり、このうちここで一般に鉄スクラップと言っているのは、市中から発生する「市中スクラップ」のことである。なお「自家発生スクラップ」は、製鋼会社の工程から出てくるスクラップのことで、製鋼の工程の中で再利用が図られており、市中に出回ることはない。

### アルミニウム
日本で消費されるアルミニウムのうち、約70 %は新地金であり、残りの約30 %はリサイクルされたものである。アルミニウムの素であるアルミナの電解製錬には大量の電力を使うため、2度の石油危機による電力原単位の上昇と円高による国際的な価格競争力の低下のため、1978年には年産164万トンの製錬能力を誇った日本のアルミニウム製錬も、自家発電による低廉な電力を有し、最後まで製錬を続けた日本軽金属蒲原製造所が2014年3月末をもってアルミニウム電解事業を終了したことで幕を閉じた。ほとんどの会社は電気料金の安いブラジルや中東などで製錬し、アルミニウム地金のかたちで輸入している。既存のアルミニウムもしくはアルミニウム合金のスクラップを溶かして再生アルミニウム地金を作るほうが、アルミナを電解製錬するより価格面ではるかに有利なため、空き缶やサッシ、車両のホイールをはじめとするアルミニウム金属・合金のスクラップからアルミ地金が再生産されている。
また従来はアルミスクラップからできた再生地金はもとのアルミニウム合金の組成の違いから再びアルミニウム合金として使用できず、アルミニウム鋳物の材料など限られた用途にしか使用できなかったが、高出力パルスレーザーをアルミスクラップに当てて合金組成を判別して組成ごとに分別回収し、再びアルミニウム合金として活用する道が研究・開発された。その成果により鉄道車両で使用されたアルミニウム合金の構体を溶かしてアルミニウム合金地金とし、再び鉄道車両を造る試みがなされている。

### 銅
銅もまたスクラップ原料が多用されており、銅地金製造過程、銅製品製造過程でも種々使用されている。銅製錬に於いては、欧州や日本製錬が銅スクラップを多用する。かつては転炉における冷材としての使われ方がメインであったが、昨今硫化鉱における硫黄分の上昇、それに伴う銅精鉱品位の低下による銅分補填という意味合いが大きくなっている。一方、銅電線や銅管、そのほか伸銅品においてもコスト削減の観点から市中のリサイクル原料が一定量使用されている。とりわけ、黄銅棒においては切削加工屑である黄銅ダライ粉などスクラップ原料が原料の大半を占めている。

### 金
携帯電話やコンピュータの接点部品として金が使われる。このような金を回収して、再利用している。携帯電話（PHSやスマートフォンを含む）、集積回路（IC）、コンピュータ、アクセサリーなどが廃棄されたものを粉砕して精錬し、再度、電子部品などの生産に使う。

## スクラップの形状

### 甲山
工場の生産過程で発生する物とは違う、社会に出回った鉄製品が廃棄された物。建築物に使われる鉄筋や鉄骨も含む。鉄屑の中では流通量が最も多く、電気炉メーカーの主要な購入原料となっている。元になる製品が多種多様な為、電炉メーカーにおける格付けは細かく、価格も上下の幅が大きい。

### 甲山の種別
溶断屑
溶断工場で加工した後に出た、メッキされていない鉄板。ほぼ純粋な鋼であるため基本的にHSより高値で検収される。
HS
鉄板やH鋼など厚みのある発生屑。厚みがあるため高値で検収される。
新断屑
"しんだんくず"、あるいは"しんだちくず"とも読む。
金属類の裁断屑。代表的なものとして、自動車のボディーを形成するために鋼板を打ち抜いた端切れがある。
不純物が少なく高品質のスクラップとして高値で検収される事が多い。
H1
主に解体の時に発生した鉄筋などがこれに当たる、検収は相応に高い。
H2
トタンやロッカーなど厚さが薄いものが当たる。薄いために検収も弱い。
L1/L2/L3
錆が発生した薄いトタン等、鉄の品位が悪いもの。検収としては相当に低い場合もある。
メーカーによっては検収規格としていないところもある。

### ダライ粉
金属類の加工時に出る切削屑（せっさくくず）のこと。業界では、切り粉（きりこ）などとも呼ばれている。旋盤機などで丸棒を加工形成したり、ねじの溝を削ったりするときなどに発生したもの。昔、主にダライ盤（オランダ語）という旋盤を使用して金属を切削していた事によりダライ粉と呼ばれる。鋳物の切削粉の場合は銑ダライ粉と呼ばれ検収規格も違う。

### メカス
ねじ、ボルト、ナットを作る時に発生する金属屑のこと。

## スクラップヤード
リサイクルや廃棄に回すスクラップを保管しておく施設を「スクラップヤード」と呼ぶ。循環型社会には必要な存在であるが、金属が野積みされたり、破砕・切断されたりするため景観の毀損、騒音・振動、火災リスクなどにより迷惑施設とみなされることも多い。日本では条例で立地や運営について規制したり、政府に法整備を求めたりする地方自治体もある。